# 길장

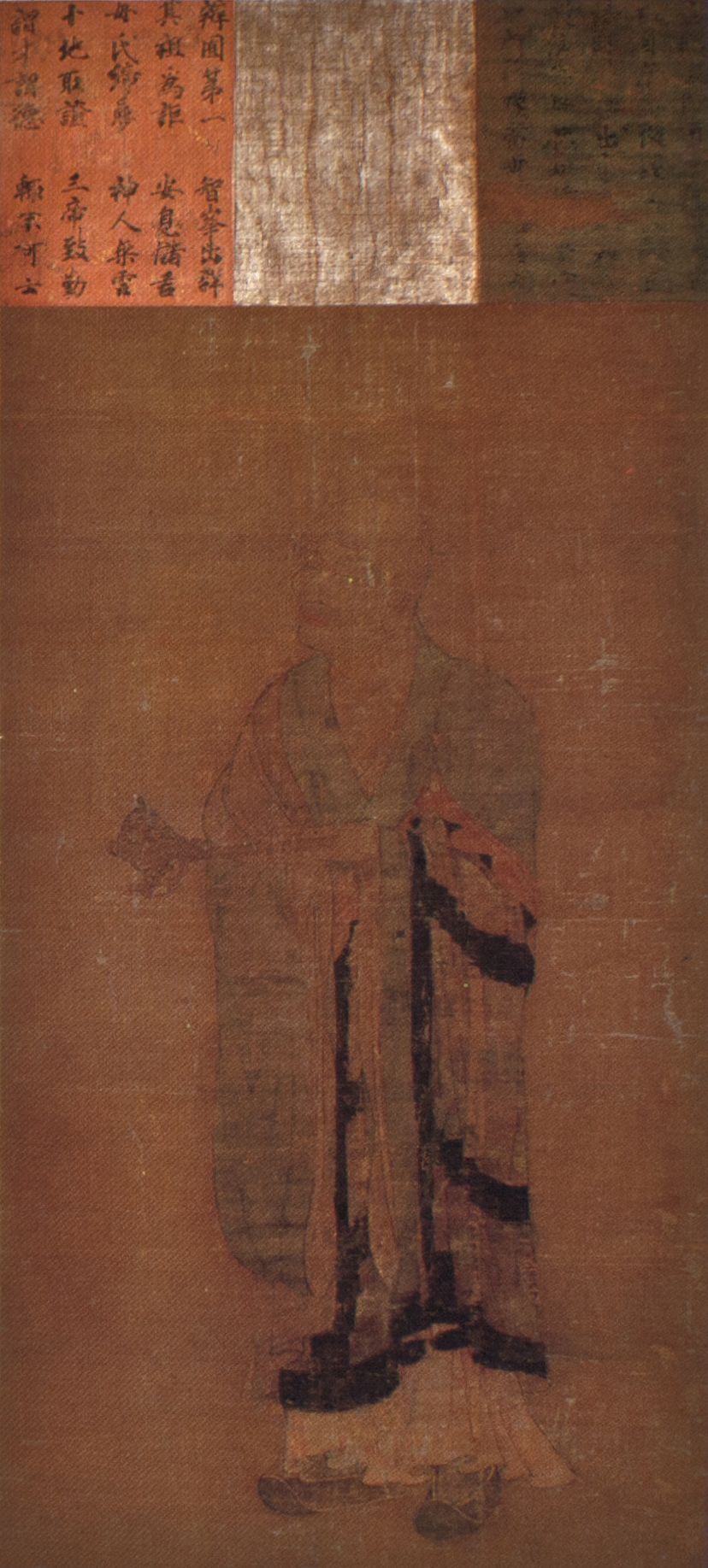

길장(吉藏: 549~623)은 수나라(隋: 581~618) 시대의 불교인 삼론종(三論宗)의 조사(祖師)이다. 가상대사(嘉祥大師)라고도 불린다.
그는 섭령상승(攝嶺相承)이라고 하는 삼론 연구의 전통을 법랑으로부터 이어받아 이른바 신삼론(新三論)의 교리를 대성하였다. 그 자신은 새로운 종파를 창설하려고 생각하지는 않았고 인도의 중관불교(中觀佛敎)의 진의(眞義)에 이르는 것을 목표로 하였다. 이 점에 있어서는 천태종의 조사인 동시대의 천태지자대사 지의(智顗: 538~597)와는 대조적이다.

## 생애
길장의 선조는 파르티아(安息國 · 안식국) 사람이다. 금릉(金陵: 장쑤성 난징시)에서 태어나 출가한 아버지를 따라다니다 진제삼장(眞諦三藏: 499~569)을 만나 길장이라는 이름을 얻었다고 한다.
12세 때에 흥황사(興皇寺)에서 법랑(法朗)의 강의를 듣고 이듬해에 출가하였다. 처음에는 회계(會稽)의 가상사(嘉祥寺)에서 삼론(三論)을 연구하였으므로 가상대사(嘉祥大師)라고 받들어 일컫는다.
597년(개황 17년)에는 천태대사(天台大師) 지의와 문통(文通)을 하였다.
뒤에 수나라 양제(煬帝)의 칙명에 따라 양주(楊州)의 혜일사(慧日寺)에 들어갔다가 다시 장안의 일엄사(日嚴寺)로 옮겨 《법화경》을 연구하였다.
당나라의 무덕(武德) 초에 10대덕(十大德)의 한 사람으로 뽑혔으나, 얼마 후에 연흥사(延興寺)에서 입적하였다.

## 저서
길장의 저작물은 대단히 많으며 그 중에서 대표적인 것으로는 《삼론현의(三論玄義)》·《대승현론(大乘玄論)》·《이제의(二諦義)》·《중관론소(中觀論疏)》·《법화현론(法華玄論)》 등이 있다.

## 참고 문헌
- 이 문서에는 다음커뮤니케이션(현 카카오)에서 GFDL 또는 CC-SA 라이선스로 배포한 글로벌 세계대백과사전의 내용을 기초로 작성된 글이 포함되어 있습니다.